# Xa lộ Liên tiểu bang 81
Xa lộ Liên tiểu bang 81 (tiếng Anh: Interstate 81 hay viết tắt là I-81) là một xa lộ liên tiểu bang tại miền đông Hoa Kỳ. Điểm đầu phía nam của nó nằm tại Xa lộ Liên tiểu bang 40 trong thành phố Dandridge, Tennessee; điểm đầu phía bắc của nó nằm trên Đảo Wellesley (gần Fishers Landing, New York) tại biên giới Canada nơi Cầu Thousand Islands nối nó đến Xa lộ Ontario 401, xa lộ cao tốc chính nối thành phố Detroit qua ngã thành phố Toronto đến thành phố Montreal.
Đây là xa lộ liên tiểu bang không-chính yếu dài thứ hai (xa lộ không có mã số cuối là 0 hay 5).
Xa lộ Liên tiểu bang 81 phần lớn đi theo dấu của các con đường mòn do thú vật di cư, người bản thổ Mỹ và dân định cư xưa tạo ra ở bên dưới chiều dài của Dãy núi Appalachia. Nó cũng đi theo một hành lang chính di chuyển quân sự thời Nội chiến Hoa Kỳ. Các đường mòn này và đường lộ này sau đó tiến hóa thành Quốc lộ Hoa Kỳ 1. Xa lộ Liên tiểu bang 81 chạy song song phần lớn con đường cũ của Quốc lộ 1. Vì phần lớn là nông thôn nên nó được dùng như hành lang xa lộ cho xe tải, thông thường như đường tránh phía đông của Xa lộ Liên tiểu bang 95.
Liên minh Hành lang Xa lộ Liên tiểu bang 81, một liên minh gồm sáu tiểu bang, được tổ chức để giám sát các vấn đề dọc trên Xa lộ Liên tiểu bang 81, thí dụ như ô nhiễm không khí và lưu lượng xe tải.  Tính đến ngày 15 tháng 10 năm 2008, ủy ban này đã họp hai lần.

## Mộ tả xa lộ
|               | dặm | km  |
| ------------- | --- | --- |
| Tennessee     | 75  | 121 |
| Virginia      | 323 | 520 |
| West Virginia | 23  | 37  |
| Maryland      | 11  | 18  |
| Pennsylvania  | 234 | 377 |
| New York      | 183 | 294 |

### Tennessee và Virginia

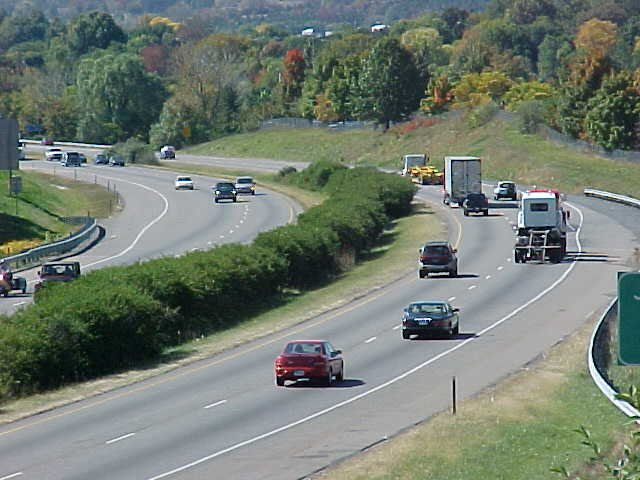
I-81 nhìn về chiều đi hướng nam gần mốc dặm 245 trong thành phố Harrisonburg, Virginia.

Xa lộ Liên tiểu bang 81 bắt đầu trong tiểu bang Tennessee tại Xa lộ Liên tiểu bang 40 trong thành phố Dandridge. I-81 chạy song song Dãy núi Appalachia trong phần lớn đoạn đường của nó qua tiểu bang Tennessee và tiểu bang Virginia, phục vụ các thành phố như thành phố đôi Bristol, Tennessee/Bristol, Virginia, Roanoke, Blacksburg, Lexington, Staunton, Harrisonburg, và Winchester.  Tại Harrisonburg, I-81 chạy cắt ngang Đại học James Madison. Nó chạy song song với con đường đồng nhiệm củ hơn là Quốc lộ Hoa Kỳ 11 trên toàn tuyến đường tại Virginia.
Ở mốc dặm 8, I-81 gặp nửa đường phía đông của Quốc lộ Hoa Kỳ 25: Quốc lộ Hoa Kỳ 25E ở phía nam của Morristown. I-81 không đi qua Johnson City hay Kingsport; nhưng tại mốc dặm 57, I-81 gặp Xa lộ Liên tiểu bang 26 và Quốc lộ Hoa Kỳ 23 là hai xa lộ đi đến Kingsport và Johnson City. Tại mốc dặm 75, I-81 rời tiểu bnag Tennessee và vào thịnh vượng chung Virginia.
Tiểu bang Virginia đề xuất mở rộng toàn đoạn đường của I-81 đi qua địa phận của mình lên ít nhất là 3 hoặc 4 làn mỗi chiều để phục vụ sự gia tăng giao thông bằng xe tải và cũng đề xưất việc thu phí đối với xe không phải xe cá nhân hay xe không chở khách.  Một số đoạn đường mới của I-81 trong tiểu bang Virginia có thể hoàn toàn tách biệt giữa xe cá nhân, hay chở khách với xe tải.

### West Virginia và Maryland
Xa lộ Liên tiểu bang 81 đi vào vùng cán chảo phía đông của tiểu bang Tây Virginia, phục vụ thành phố Martinsburg. Sau đó nó đi vào tiểu bang Maryland tại một trong những điểm hẹp nhất của nó, đi qua thành phố Hagerstown là nơi nó giao cắt với một số lớn các xa lộ khác.

### Pennsylvania
Xa lộ Liên tiểu bang 81 hình thành một hành lang xa lộ bắc–nam chính yếu đi qua tiểu bang Pennsylvania, phục vụ các đô thị tự quản Chambersburg và Carlisle là nơi nó gặp Xa lộ thu phí Pennsylvania (I-76) nhưng không trực tiếp liên đổi đường với xa lộ thu phí (người lái xe phải dùng Quốc lộ Hoa Kỳ 11 để kết nối). Quanh thu phủ tiểu bang là Harrisburg, xa lộ hình thành đoạn đông bắc của Xa lộ vành đai Thủ phủ của tiểu bang Pennsylvania. Sau đó xa lộ đi hướng đông bắc về Thung lũng Wyoming, nơi nó phục vụ các thành phố Wilkes-Barre và Scranton, sau đó đi hướng bắc qua vùng Dãy núi Endless về phía ranh giới tiểu bang.

### Tiểu bang New York
Xa lộ Liên tiểu bang 81 vào tiểu bang New York gần Binghamton. Nó đi song song Quốc lộ Hoa Kỳ 11 theo hướng bắc–nam qua phần lớn tiểu bang, phục vụ các thành phố Syracuse (nơi nó giao cắt Xa lộ cao tốc Tiểu bang New York), và thành phố Watertown. Xa lộ kết thúc tại biên giới Canada tại Cầu Thousand Islands, nơi nó vượt Sông Saint Lawrence, tiếp tục trong vai trò một xa lộ kết nối ngắn có tên là Xa lộ Ontario 137 đi cắt ngang qua Xa lộ Công viên Thousand Islands trước khi kết thúc tại Xa lộ Ontario 401.

## Các điểm giao cắt chính
- Xa lộ Liên tiểu bang 40 gần Dandridge, Tennessee, đông bắc Knoxville, TN.
- Xa lộ Liên tiểu bang 26 giữa vùng Tri-Cities.
- Xa lộ Liên tiểu bang 77 tại Wytheville, VA. Chúng trùng nhau khoảng 10 dặm (16 km), và đi theo hướng ngược nhau (đây là một đoạn trùng ngược chiều nơi I-81 chiều hướng bắc trùng với I-77 đi chiều hướng nam và ngược lại).
- Xa lộ Liên tiểu bang 64 tại Lexington, VA. Chúng nhập nhau đi qua Staunton, VA.
- Xa lộ Liên tiểu bang 66 tại Middletown, VA
- Xa lộ Liên tiểu bang 70 tại Hagerstown, MD.
- Xa lộ Liên tiểu bang 76/Xa lộ thu phí Pennsylvania (qua ngã Quốc lộ Hoa Kỳ 11) tại Xã Middlesex, PA (gần Carlisle, PA).
- Xa lộ Liên tiểu bang 83 tại Harrisburg, PA
- Xa lộ Liên tiểu bang 78 gần Jonestown, PA.
- Xa lộ Liên tiểu bang 80 gần Hazleton, PA.
- Xa lộ Liên tiểu bang 476/Xa lộ thu phí Pennsylvania tại Dupont, Pennsylvania (gần Pittston, PA).
- Xa lộ Liên tiểu bang 84 và Xa lộ Liên tiểu bang 380 in Dunmore, Pa. (gần Scranton, PA). Nút giao thông lập thể Throop Dunmore.
- Xa lộ Liên tiểu bang 476/Xa lộ thu phí Pennsylvania(lần nữa) tại Clarks Summit, PA.
- Xa lộ Liên tiểu bang 86 tương lai/NY 17 tại Binghamton, NY.
- Xa lộ Liên tiểu bang 88 tại Binghamton, NY.
- Xa lộ Liên tiểu bang 690 tại phố chính Syracuse, NY.
- Xa lộ Liên tiểu bang 90/Xa lộ cao tốc Tiểu bang New York tại North Syracuse, NY.

## Các xa lộ phụ trợ
I-81 hiện nay có ba xa lộ phụ cung cấp lối đi đến hay đi tránh nhiều thành phố khác nhau dọc theo con đường của nó.

### Hiện tại
- I-381 - Bristol, Virginia
- I-581 - Roanoke, Virginia
- I-481 - Syracuse, New York

### Quá khứ
- I-181 - Kingsport, Tennessee: Bị giải thể vào tháng 8 năm 2005 khi Xa lộ Liên tiểu bang 26 lấy toàn bộ con đường dài của nó.
- I-281 - Syracuse, New York: Xa lộ Liên tiểu bang 481 thay thế vào tháng 1 năm 1970.
- I-81E - Hiện tại là Xa lộ Liên tiểu bang 380 (Pennsylvania)

### Tương lai
- I-781 - Pamelia, New York: Sẽ trở thành một xa lộ nhánh ngắn đi đến căn cứ Lục quân Hoa Kỳ, Doanh trại Drum. Ước tính sẽ được hoàn thành vào giữa năm 2012.